# Sky (együttes)
A Sky egy brit/ausztrál instrumentális zenekar volt, amely 1978-tól 1995-ig létezett. Klasszikus zenét, szimfonikus rockot és dzsesszt játszottak. Az együttes sűrű tagcseréket élt át, többen csatlakoztak és többen kiszálltak belőle.

## Tagok
Ez a lista a zenekar összes tagját tartalmazza.
- Herbie Flowers – basszusgitár, nagybőgő, tuba (1978–1995)
- Tristian Fry – dobok, ütős hangszerek, trombita (1978–1995)
- Kevin Peek – gitár (1978–1991, 2013–ban elhunyt)[1]
- John Williams – gitár (1978–1984)
- Francis Monkman – szintetizátorok, orgona, gitár (1978–1980)
- Steve Gray – billentyűk, szaxofon (1980–1995, 2008–ban elhunyt)[2]
- Paul Hart – billentyűk, gitár, mandolin, cselló (1990–1995)
- Richard Durrant – gitár (1992–1995)

## Diszkográfia
- Sky (1979)
- Sky 2 (1980)
- Sky 3 (1981)
- Sky 4: Forthcoming (1982)
- Cadmium (1983)
- The Great Balloon Race (1985)
- Mozart (1987)

## Egyéb kiadványok
Koncertalbumok
- Sky Five Live (1983)
- Live in Nottingham (2001-ben adták ki, 1991-ben rögzítették)
- Válogatáslemezek
- Masterpieces (1984)
- Classic Sky (1990)
- Anthology (2001)
- Toccata -  An Anthology (2015)
- Videóalbumok
- Sky in Bremen (2005-ben adták ki, 1979-ben rögzítették)
- Sky at Westminster Abbey (1982)
- Live in Nottingham (2001-ben adták ki, 1991-ben rögzítették)